# 拔陀羅跋摩二世
拔陀羅跋摩二世（？—1061年，梵文名，Bhadravarman II），占婆11世紀中期国王。
在1060年或1061年初繼承王位。1061年（宋仁宗嘉祐六年）九月，拔陀羅跋摩二世遣使者向宋朝进贡驯象。1061年末，拔陀羅跋摩二世去世，其弟律陀羅跋摩三世即位。